# Không gian công

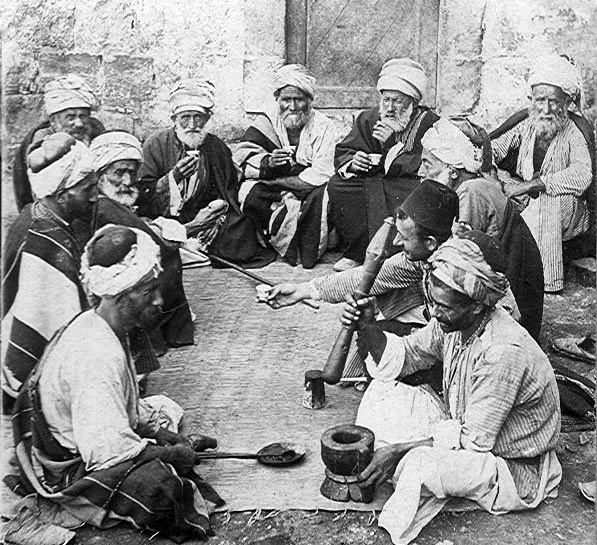
Thảo luận về quán cà phê

Không gian công hay không gian công cộng (tiếng Anh: public sphere) là một khu vực của đời sống xã hội. Ở đó, mọi người có thể tụ họp với nhau để xác định và thảo luận một cách tự do về các vấn đề xã hội. Thông qua thảo luận này, họ gây ảnh hưởng đến các hành động chính trị (political action). "Công chúng"(public) "bao gồm toàn thể mọi người". Không gian công là địa điểm chung cho tất cả mọi người, là nơi họ trao đổi với nhau các ý tưởng và thông tin. Người ta gọi một thảo luận như thế là tranh luận công (public debate) và nó được xác định bởi việc bày tỏ các quan điểm mà công chúng quan tâm - mà thường là, nhưng không phải luôn là, những người tham gia thảo luận đưa ra những quan điểm đối lập hoặc khác biệt. Tranh luận công thường diễn ra trên các kênh truyền thông đại chúng, nhưng cũng diễn ra ở cả các buổi họp mặt trên các kênh truyền thông xã hội, các ấn phẩm học thuật và các văn bản chính sách của chính phủ. Thuật ngữ này ban đầu được đưa ra bởi Jürgen Habermas, một nhà triết học người Đức. Ông định nghĩa, không gian công là "được tạo thành bởi những con người riêng tư tập hợp với nhau như một công chúng và trình bày rõ ràng các nhu cầu của xã hội với nhà nước". Học giả truyền thông Gerard A. Hauser định nghĩa nó là "không gian thảo luận, nơi mà, các cá nhân và nhóm tụ họp để thảo luận về các mối quan tâm chung và, nơi mà có thể, đạt đến một nhận định chung về chúng". Không gian công có thể được xem như "một nhà hát trong các xã hội hiện đại, nơi thi hành sự tham gia chính trị (political participation) thông qua trung gian là đối thoại" và "một lĩnh vực của đời sống xã hội nơi có thể hình thành ý kiến công chúng (dư luận xã hội - public opinion)".
Mô tả về sự xuất hiện của không gian công vào thế kỷ 18, Habermas lưu ý rằng địa hạt công, hay không gian công, ban đầu "cùng tồn tại với cơ quan công quyền", trong khi "không gian tư (private sphere) bao gồm xã hội dân sự theo nghĩa hẹp hơn, tức lĩnh vực trao đổi hàng hóa và lao động xã hội". Trong khi "không gian công quyền (sphere of public authority)" làm việc với nhà nước, địa hạt cảnh sát, và giai cấp thống trị, hoặc các quyền lực phong kiến (như nhà thờ, hoàng thân và quý tộc) thì "không gian công đích thực", theo nghĩa chính trị, đã nảy sinh vào thời điểm đó trong địa hạt riêng tư, đặc biệt là trong liên kết với các hoạt động văn học, thế giới của những con chữ. Không gian công mới này mở rộng các địa hạt công cộng và riêng tư, và "thông qua phương tiện là ý kiến công chúng, nó khiến nhà nước tiếp xúc với nhu cầu của xã hội". "Không gian này khác biệt về mặt khái niệm với nhà nước: nó [là] một địa điểm sản xuất và lưu hành các diễn ngôn về nguyên tắc có thể phản biện nhà nước." Không gian công "cũng khác biệt với nền kinh tế chính thức; nó không phải là một đấu trường của các quan hệ thị trường mà là một trong những quan hệ mang tính ngôn luận, một rạp hát nơi để tranh luận và cân nhắc hơn là để mua và bán". Những phân biệt này giữa "bộ máy nhà nước, thị trường kinh tế, và các hiệp hội dân chủ... là căn bản cho lý thuyết về dân chủ". Chính bản thân người dân đã coi không gian công như một thiết chế quy định lại quyền lực của nhà nước. Nghiên cứu về không gian công tập trung vào ý tưởng dân chủ có sự tham gia (participatory democracy) và cách thức ý kiến công chúng trở thành hành động chính trị.
Ý hệ (ideology) của lý thuyết về không gian công là không gian công phải định hướng cho luật pháp và chính sách của các chính phủ và các chính phủ duy nhất hợp pháp là những chính phủ biết lắng nghe không gian công. "Quản trị dân chủ dựa trên năng lực của công dân và cơ hội để công dân tham gia vào các tranh luận khai sáng". Phần lớn các tranh luận về không gian công liên quan đến cấu trúc lý thuyết cơ bản về không gian công là gì, thông tin được cân nhắc như thế nào trong không gian công và tầm ảnh hưởng của không gian công đối với xã hội.

## Định nghĩa
Jürgen Habermas tuyên bố "Chúng tôi gọi các sự kiện và cơ hội là 'công' (công cộng - public) khi chúng mở ra cho tất cả mọi người, trái ngược với các sự kiện đóng hoặc giới hạn sự tham gia (exclusive)".
'Không gian công' này là một "địa hạt của đời sống xã hội mà ở đó có thể hình thành nên một thứ gì đó tiệm cận dần tới ý kiến công chúng. Mọi công dân đều được đảm bảo quyền tham gia [vào nó .ND].
Khái niệm về công này là đương nhiên ở trong các khái niệm như y tế công, giáo dục công, ý kiến công chúng hay sở hữu công. Nó đối lập với các quan niệm về y tế tư (private), giáo dục tư, quan điểm tư (private opinion) và sở hữu tư. Khái niệm công kết nối với khái niệm về tư về mặt bản chất.
Habermas  nhấn mạnh rằng khái niệm về công có liên quan đến khái niệm về cái chung (the common). Với Hannah Arendt, không gian công do đó là "thế giới chung" (common world), nơi "tập hợp chúng ta lại với nhau nhưng vẫn ngăn chúng ta ngã đè lên nhau (falling over each other)".
Habermas định nghĩa không gian công là một "xã hội tham gia vào tranh luận công khai có tính phản biện".
Theo Habermas, các điều kiện với không gian công là:
- Sự hình thành của ý kiến công chúng (public opinion)
- Mọi công dân đều có thể tham gia.
- Hội họp [để thảo luận .ND] không giới hạn về thể thức (dựa trên quyền tự do hội họp, tự do hiệp hội, tự do biểu đạt và công bố ý kiến) về các vấn đề được quan tâm chung. Điều này ngụ ý sự tự do khỏi sự kiểm soát về kinh tế và chính trị.
- Tranh luận trên các quy tắc điều chỉnh các quan hệ chung.